# Cortodera holosericea
Cortodera holosericea — жук из семейства усачей и подсемейства Усачики.

## Описание
Жук длиной от 8 до 14 мм. Время лёта взрослого жука с апреля по июль.

## Распространение
Распространён в Юго-восточной Европе, а также в Северо-восточной Италии, Австрии и Южной Словакии.

## Экология и местообитания
Жизненный цикл вида длится от одного до двух лет. Кормовые растения васильки видов 	Centaurea triumfetii и василёк горный  (Centaurea montana).